# Vjačeslavs Ževnerovičs
Vjačeslavs Ževnerovičs (1967. augusztus 18. –) válogatott lett labdarúgó, csatár. Kétszeres lett bajnoki gólkirály (1991, 1992).

## Pályafutása

### Klubcsapatban
1985 és 1988 között a Sztroityel, 1989-ben a Zvejnyieksz, 1990–91-ben ismét a Sztroityel, 1992-ben a VEF Rīga, 1993–94-ben az Auseklis, 1995-ben a Vilan-D labdarúgója volt. 1996-ban a finn TPV játékosa volt, ahol két bajnoki mérkőzésen lépett pályára. 1996-ban a Dinaburg, 1997–98-ban a Valmiera labdarúgója volt. 1999–00-ben a Zibens/Zemessardze játékosaként fejezte be az aktív játékot.
Az 1991-es idényben a Sztroityel színeiben 27 góllal, az 1992-esben pedig a VEF Rīga játékosaként 19 góllal a lett bajnokság gólkirálya lett.

### A válogatottban
1992-ben egy alkalommal szerepelt a lett válogatottban.

## Sikerei, díjai
Sztroityel
- Lett bajnokság
  - gólkirály: 1991 (27 gól)

 VEF Rīga
- Lett bajnokság
  - gólkirály: 1992 (19 gól)

## Statisztika

### Mérkőzése a lett válogatottban
| Lettország | Lettország       | Lettország               | Lettország | Lettország | Lettország | Lettország | Lettország | Lettország |
| #          | Dátum            | Helyszín                 | Hazai      | Eredmény   | Vendég     | Kiírás     | Gólok      | Esemény    |
| ---------- | ---------------- | ------------------------ | ---------- | ---------- | ---------- | ---------- | ---------- | ---------- |
| 1.         | 1992. július 12. | Liepāja, Daugava Stadion | Lettország | 2 – 3      | Litvánia   | Balti-kupa | -          | 46'        |
|            | Összesen         |                          |            | 1          | mérkőzés   |            | 0          | gól        |